# 4619 Полякова
4619 Полякова (4619 Polyakhova) — астероїд головного поясу, відкритий 11 вересня 1977 року.
Тіссеранів параметр щодо Юпітера — 3,371.